# Marco Tizio
Marco Tizio (in latino Marcus Titius; fl. I secolo a.C.) è stato un politico romano, console nel 31 a.C..

## Biografia

### Proscrizione e ritorno a Roma
Marco Tizio era figlio di Lucius Titius, di cui non si conoscono le cariche pubbliche, ma fuggito con Sesto Pompeo a seguito delle proscrizioni del 43 a.C., e nipote di Lucio Munazio Planco, generale e politico della Repubblica romana.
Durante la guerra civile che seguì alla morte di Cesare e in seguito alla proscrizione del padre, Marco Tizio organizzò una flotta di navi per conto proprio con cui saccheggiò le coste dell'Etruria, ma nel 40 a.C. fu fatto prigioniero al largo delle coste della Gallia Narbonense da Menodoro, l'ammiraglio di Sesto Pompeo.
Marco Tizio, però, fu risparmiato da Sesto Pompeo, soprattutto per rispetto del padre, che all'epoca viveva con Pompeo in Sicilia.
Nel 39 a.C., a seguito della pace firmata a Miseno, tra i triumviri Marco Antonio ed Ottaviano da una parte, e Sesto Pompeo dall'altra, Marco Tizio, come altri esiliati, poté liberamente tornare a Roma insieme al padre.

### Con Marco Antonio
Sotto l'influenza dello zio Lucio Munazio Planco, il giovane Marco Tizio divenne un seguace di Marco Antonio. Nel 36 a.C. fu questore durante la campagna di Antonio contro i Parti.
Dopo che i romani avevano tentato invano di conquistare Phraaspa, la capitale della Media Atropatene, si ritirarono verso l'Armenia, ma venivano spesso attaccati dalla armata dei Parti. Durante uno di questi attacchi, Tizio cercò senza riuscirci di fermare il tribuno Flavio Gallo dall'affrontare il nemico. Le forze di Gallo furono presto circondate dal nemico e furono salvate solo dall'arrivo di Antonio con il grosso dell'armata.

### Il passaggio con Ottaviano
Nel giugno o luglio del 32 a.C. Lucio Munazio Planco ed il nipote Tizio passarono dalla parte di Ottaviano. Secondo Plutarco i due cambiarono parte politica, perché, avendo mosso dei dubbi riguardo alla guerra contro Roma ed Ottaviano, furono gravemente insultati dalla regina Cleopatra.
La vera ragione della loro defezione può essere dovuta solo al loro opportunismo. Precedentemente i due erano ottimi amici di Cleopatra, la quale aveva addirittura dedicata la città di Titiopolis in Cilicia proprio a Marco Tizio. E', quindi, più probabile che durante la preparazione logistica della guerra, sia Marco Tizio che Munazio Planco avessero raggiunto la convinzione che Antonio non avrebbe potuto vincere la guerra e cambiarono parte politica.  Inoltre la loro decisione potrebbe essere state influenzata dalle diatribe con altri luogotenenti di Antonio e forse vi furono anche altre ragioni, che furono poi coperte dalla propaganda di Ottaviano.
I due informarono Ottaviano riguardo al contenuto del testamento di Antonio ed il luogo dove questo era conservato. Erano a conoscenza di queste informazioni perché erano stati testimoni al momento della firma. Ottaviano riuscì ad impossessarsi del documento, conservato presso il tempio delle Vestali e vi trovò le prove che cercava; in particolare la conferma dei territori dati in regalo ai figli di Cleopatra ed il desiderio di Antonio di essere sepolto in Egitto. Motivazioni che fecero ottenere ad Ottaviano il supporto del Senato e del popolo romano nella guerra contro Antonio.

### Carriera sotto Ottaviano Augusto
A Roma Tizio promosse giochi nel teatro di Sesto Pompeo. Ma questi godeva ancora grande popolarità, nonostante fosse morto. Per questo motivo Tizio, il suo assassino, fu fischiato non appena entrò e dovette lasciare in fretta il teatro, per paura della folla eccitata.
Da maggio ad ottobre del 31 a.C. Tizio fu console suffecto. Con tale carica partecipò alle ultime battaglie prima della decisiva battaglia di Azio. Assieme a Tito Statilio Tauro sbaragliò la cavalleria di Antonio. In quell'occasione Deiotaro II, re della Paflagonia, passò dalla parte di Ottaviano.
Verso il 13 a.C. Tizio divenne il governatore della Siria come successore di Marco Vipsanio Agrippa. Il re ebreo, Erode il Grande fu capace di sistemare una questione tra Tizio e Archelao di Cappadocia, quando lo stesso accompagnò Archelao ad Antiochia per incontrare Tizio. Tizio ricevette inoltre quattro figli, quattro nipoti e due nuore del re di Partia, Fraate IV come ostaggi. Non sappiamo però quando morì.

## Matrimonio
Tizio si sposò con Fabia Paullina, la figlia di Quinto Fabio Massimo, console suffetto del 45 a.C.. Non vi sarebbero tracce evidenti di suoi discendenti.